# Peter Schell

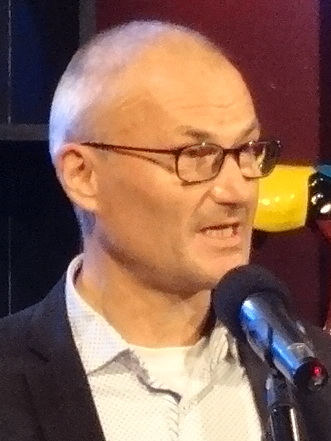
Peter Schell (2014)

Peter Schell (* 14. Dezember 1957 in Brugg; † 22. Juli 2021 in Baden-Baden) war ein Schweizer Schauspieler.

## Leben
Schell studierte von 1978 bis 1981 am Konservatorium Bern. Nach erfolgreichem Abschluss verbrachte er sieben Jahre an verschiedenen Theatern in der DDR, unter anderem an der Städtischen Bühne Quedlinburg, dem Theater Karl-Marx-Stadt und dem Bergtheater Thale. Dann zog er nach Westdeutschland und spielte von 1987 bis 1991 an den Städtischen Bühnen Nürnberg und von 1991 bis 1994 am Theater Nordhausen.

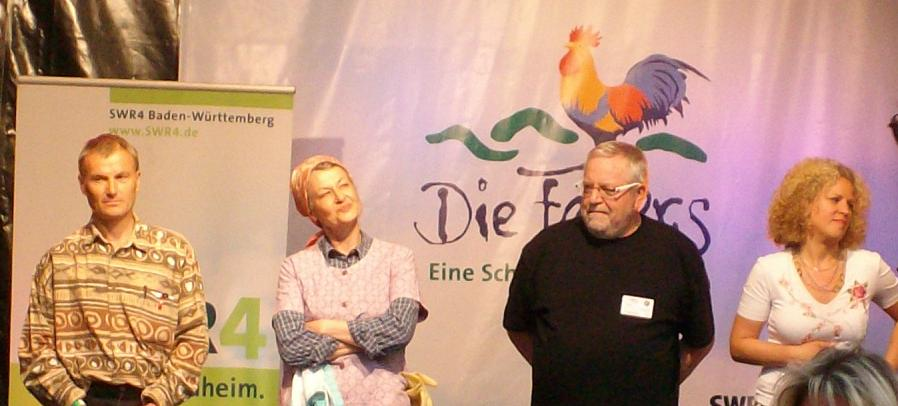
Peter Schell, Ursula Cantieni, Wolfgang Hepp und Christiane Brammer (2009)

Seit den 1980er-Jahren war Schell als freischaffender Schauspieler in Film und Fernsehen zu sehen. Bekannt wurde er vor allem durch die Rolle des Karl Faller in der SWR-Fernsehserie Die Fallers – Die SWR Schwarzwaldserie, die er ab 1994 insgesamt 28 Jahre bis zu seinem Tod spielte. Nachdem er im Mai 2022 das letzte Mal in der Serie zu sehen war, starb seine Figur dann im Januar 2023 im Off den Serientod. Die Abwesenheit von Karl Faller wurde damit erklärt, dass er während einer Paartherapie im Krankenhaus einen Herzinfarkt erlitt und dann, nach mehreren Monaten im Koma, letztendlich an dessen Folgen starb.
Weitere Auftritte vor der Kamera erfolgten unter anderem in Die Wache, Der Traum von der Freiheit, Unser Charly und Hallo, Onkel Doc!.
Schell spielte auch weiterhin an verschiedenen Theatern, absolvierte Soloauftritte und Lesungen. Er lebte abwechselnd in Berlin und Baden-Baden.
Ab 1997 war Schell im Kuratorium der Deutschen Kinderkrebsnachsorge – Stiftung für das chronisch kranke Kind in Tannheim bei Villingen-Schwenningen aktiv, die sich für schwerkranke Kinder und ihre Familien einsetzt.
Schell setzte sich stark mit Körperarbeit auseinander. So betätigte er sich in der gesamten Bundesrepublik und darüber hinaus als Atem- und Yogalehrer, daneben war er auch als Masseur tätig.
Schell starb am 22. Juli 2021 im Alter von 63 Jahren in seiner Wahlheimat Baden-Baden an einer schweren Krankheit.

## Filmografie
- 1987: Kiezgeschichten (Fernsehserie, 3 Folgen)[6]
- 1994–2022: Die Fallers – Die SWR Schwarzwaldserie (Fernsehserie, über 900 Folgen)[7][8]
- 1995: Unser Charly (Fernsehserie, 1 Folge)
- 1997: A.S. – Gefahr ist sein Geschäft (Fernsehserie, 1 Folge)
- 1998: Hallo, Onkel Doc! (Fernsehserie, 1 Folge)
- 1998: Der Traum von der Freiheit
- 1998: Die Wache (Fernsehserie, 1 Folge)